# Fissel
Fissel est une localité de l'ouest du Sénégal.

## Administration
Fissel est l'une des trois sous-préfectures du département de M'bour dans la région de Thiès. C'est aussi le chef-lieu de la communauté rurale du même nom et celui de l'arrondissement de Fissel.

## Géographie
Les localités les plus proches sont Sassak, Boufoudj, Kaoul, Ngodile, Ndofane, Doyonbot et Langomak, Médine, Mbalamsone,

### Population
Selon le site du PEPAM (Programme d'eau potable et d'assainissement du Millénaire), Fissel Escale compte 1 645 habitants, alors qu'à Fissel Sérère on en dénombre 1 296.

## Personnalités nées à Fissel
- Modou Sougou, footballeur
- Sagar Diouf, Président de la communauté rurales de Fissel